# 건일
건일(본명: 박건일, 1987년 11월 5일 ~ )은 대한민국 보이 그룹 슈퍼노바의 구성원이다. 그룹 내에서 메인래퍼, 서브보컬, 리드댄서를 맡고 있다.

## 주요 이력
2007년 댄스 음악 그룹 초신성(現 슈퍼노바)의 구성원으로 처음 데뷔하였다.

## 학력
- 오마중학교 졸업
- 정발고등학교 졸업
- 동국대학교 예술학부 연극영상학과 (47기)
- 경희대학교 언론정보대학원 (휴학중)

## 출연작

### 방송
- 2009년 MBC 수목드라마 《혼》 - 정시우 역
- 2011년 SBS 수목드라마 《싸인》 - 서윤형 역 (특별출연)
- 2011년 KBS1 주말드라마 《근초고왕》 - 쇠꼬비 역(부여구수, 근구수왕)
- 2012년 KBS2 월화드라마 《해운대 연인들》 - 이동백 역
- 2012년 TV도쿄 《레인보우 로즈》 - 유이치 역
- 2014년 MBC 주말드라마 《왔다! 장보리》 - 강유천 역
- 2020년 MBC every1 화요드라마 《연애는 귀찮지만 외로운 건 싫어!》 - 강현진 역
- 2021년 KBS2 일일드라마 《빨강구두》 - 김진호/윤진호 역  (특별출연)

## 수상 목록
- 2021년 제6회 아시아 아티스트 어워즈 포커스상

### 영화
- 2005년 《미스터 주부 퀴즈왕》
- 2006년 《썬데이 서울》
- 2010년 《너에게 러브송을》
- 2022년 《심야카페: 미씽 허니》 - 김 경장 역
- 2025년 《동화지만 청불입니다》 - 야설마왕 역

### 뮤직비디오
- 강지영 《Wanna Do》